# Eutolmus lusitanicus
Eutolmus lusitanicus là một loài ruồi trong họ Asilidae. Eutolmus lusitanicus được Loew miêu tả năm 1854. Loài này phân bố ở vùng Cổ Bắc giới.